# 2517 Орма
2517 Орма (2517 Orma) — астероїд головного поясу, відкритий 28 вересня 1968 року.
Тіссеранів параметр щодо Юпітера — 3,173.